# Jude Anogwih
Jude Anogwih (...) è un artista nigeriano.

## Biografia
Laureatosi nel 1999 in Arti Creative presso l'Università di Maidaguri, in Nigeria, sta conseguendo il master in Storia dell'Arte presso l'Università di Lagos, in Nigeria. 
La sua produzione si concentra sull'utilizzo di nuove tecnologie per l'arte per interrogare concetti come l'identità, la mobilità e la migrazione. 
Utilizza media come la fotografia, il video, l'installazione e la produzione di mappe.
Anogwih ha inoltre partecipato come curatore a diverse esposizioni d'arte a livello nazionale ed internazionale. 
Insieme a Emeka Ogboh e Oyindamola Fakeye fonda e dirige L'organizzazione per la promozione della new media art in Nigeria, VANLagos (Video Art Network Lagos).

## Attività

### Esposizioni
- 2010 Festival International D'Art Video de Casablanca, Morocco
- 2010 Geo-graphics, Centre for Fine Arts, Belgium.
- 2009 Identity: An Imagined State, CCA, Lagos.
- 2009 Festival Miden, Greece.
- 2009 SMBA, Amsterdam, Holland.
- 2009 Old News numero 6, Malmö, Sweden